# Shin'ichiro Tomonaga
Shin'ichirō Tomonaga (朝永 振一郎, Tomonaga Shin'ichirō), também conhecido em uma forma ocidentalizada como Sin-Itiro Tomonaga, (Tóquio, 31 de março de 1906 — Tóquio, 8 de julho de 1979) foi um físico japonês.
Foi laureado com o Nobel de Física de 1965, por trabalhos fundamentais em eletrodinâmica quântica, com profundas implicações na física de partículas.